# 胡济民
胡济民（1919年1月26日—1998年9月9日），男，江苏如皋人，中国核物理学家和等离子物理学家。

## 生平
1919年1月生于江苏省如皋。1937年考入浙江大学化学系，后转入物理系，师从王淦昌束星北等名师。1942年，毕业于浙江大学物理系。1945年，赴英国伦敦大学大学院深造。1948年，获哲学博士学位。毕业后留校任研究助理。
1949年回国，任教于浙江大学物理系。1958年，任北京大学技术物理系创系系主任等（文化大革命期間除外）。1980年，获选中国科学院院士。

## 社会兼职
曾任中国核物理学会理事长。

## 著作
- 《原子核理论》
- 《原子核的宏观模型》
- 《原子核裂变物理》